# Pistis Sophia

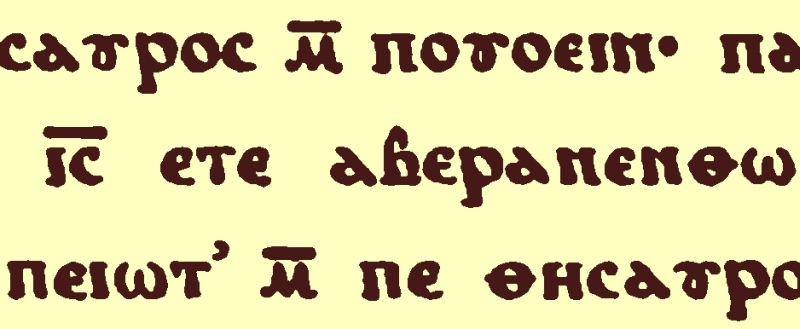
Una frase da un frammento del Libro

Il Pistis Sophia (gr. πίστις: "Fede" e σοφία: "Conoscenza"), o Libro del Salvatore (Τεύχη του Σωτῆρος), è un vangelo gnostico scritto in lingua copta probabilmente nella seconda metà del III secolo. 
Come altri vangeli gnostici contiene una rivelazione segreta di Gesù risorto ai discepoli in assemblea (inclusa Maria Maddalena, la Madonna, e Marta), durante gli undici anni successivi alla sua resurrezione. 
Perduto per secoli, è studiato dal 1772 grazie al codice Askew. Ne sono state ritrovate varianti tra i Codici di Nag Hammadi nel 1945.
Non va confuso con altri testi gnostici: la Sapienza di Gesù Cristo o Sofia di Gesù Cristo; il Dialogo del Salvatore; il Vangelo del Salvatore.

## Tradizione manoscritta
Similmente a molte altre opere gnostiche il Pistis Sophia andò perduto con l'estinguersi dello gnosticismo. Una versione del testo in lingua copta fu trovata a Londra nel 1772 dal medico e bibliofilo Anthony Askew (1699-1774). Per questo motivo il manoscritto è noto anche come codice Askew o Codex Askewianus. Il titolo di Pistis Sophia gli fu dato da un certo C.G. Woide, a cui Askew diede l'incarico di studiare e trascrivere l'opera. L'anno dopo la morte di Askew, nel 1775, il codice fu acquistato dal British Museum, dove è tuttora conservato. 
Altri due manoscritti hanno permesso lo studio del testo, il Codice Bruce ed il Codice di Berlino.
Nel 1945 sono state rinvenute tra i Codici di Nag Hammadi altre versioni dell'opera.

## Struttura e datazione dell'opera
Fin dai primi studi di Jack Finegan (Hidden Records of the life of Jesus, p. 298), il testo del Codice Askewianus fu diviso in quattro sezioni. Studi successivi effettuati da H. C. Puech e revisionati da Beate Blatz (New Testament Apocrypha vol. 1, p. 362), prendendo come base l'analisi di K.R. Köstlin, giunsero alla conclusione che le quattro sezioni del manoscritto dovevano essere divise in due gruppi distinti. Le prime tre sezioni corrispondevano ai tre libri di uno stesso lavoro, probabilmente composti tra il 250 ed il 300. La quarta sezione (232.1-254.8) che non ha titolo, era, in realtà, un lavoro distinto, composto nella prima metà del III secolo e quindi più vecchio di quelli che lo precedono. Di conseguenza solamente il contenuto dei primi tre libri corrisponde realmente al Pistis Sophia.

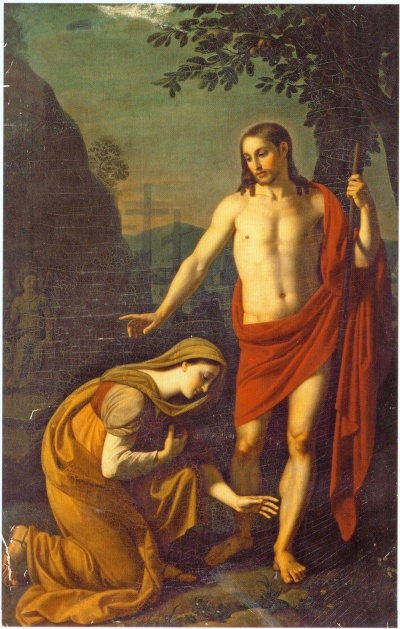
Gesù appare alla Maddalena, dipinto di Alexey Egorovich Egorov

In un primo tempo, il Pistis Sophia fu attribuito a Valentino, che probabilmente morì intorno alla metà del II secolo o un decennio più tardi, o alternativamente ad un suo seguace (teoria del II secolo). Un certo numero di studiosi era di questa opinione, fra questi si possono ricordare: Woide, Jablonski, La Croze, Dulaurier, Schwartze, Renan, Révillout, Usener ed Amélineau. Questo punto di vista, comunque, non fu mai sostenuto da grandi argomentazioni, se si escludono quelle portate dall'egittologo e coptologo francese Amélineau, che fu il suo maggior sostenitore. Nel 1895, sette anni prima della sua traduzione del Pistis Sophia, Amélineaʊ dedicò 156 pagine di una voluminosa composizione, alla dimostrazione delle origini egiziane dello gnosticismo paragonando il sistema di Valentino con quello del Pistis Sophia.
Nel frattempo, in Germania, poco dopo l'apparizione della versione latina di Schwartze del 1851, l'analisi accurata del sistema del Pistis Sophia da parte di Köstlin nel 1854 diede inizio ad un'altra teoria: si abbandonò l'origine valentiniana, e ci si pronunciò in favore di quella che può essere chiamata generalmente una derivazione ofitica. Köstlin posizionò la composizione del Pistis Sophia nella I metà del III secolo, e sia Lipsius che Jacobi accettarono la sua teoria (teoria del III secolo).
Nel 1891 Harnack, accettando l'analisi del sistema  di Köstlin, affrontò il problema a un altro punto di vista, basandosi principalmente sull'uso delle sacre scritture (come dimostrano le citazioni dal Vecchio Testamento e dal Nuovo Testamento), sul progresso delle idee dottrinali e sullo stato delle pratiche sacramentali nella storia generale dello sviluppo dei dogmi e dei riti cristiani. Si basò anche su una o due altre vaghe indicazioni, come un riferimento ad una persecuzione, da cui concluse che fu scritta in un periodo in cui i cristiani erano "legalmente" perseguitati. Queste considerazioni lo condussero ad immaginare come data più probabile di composizione la II metà del III secolo. Carl Schmidt nel 1892 concordò con questa valutazione, con la pregiudiziale che il tomo quarto apparteneva ad una fase più antica della letteratura, e doveva, perciò, essere datato intorno alla I metà del secolo. Questo punto di vista generale fu estesamente adottato come il più probabile. In Germania fu accettato anche da specialisti del calibro di Bousset, Preuschen e Liechtenhan; ed in Francia da De Faye. Fra gli studiosi inglesi possono essere menzionati E. F. Scott, Scott-Moncrieff e Moffat.

## Contenuto
Il testo proclama che Gesù rimase sulla terra dopo la resurrezione per altri 11 anni, ed in questo periodo insegnò ai suoi discepoli portandoli fino al primo (principianti) livello dei misteri. Esso inizia con un'allegoria che compara la morte e resurrezione di Gesù alla discesa ed ascesa dell'anima. Dopo questo procede nella descrizione di importanti figure della cosmologia gnostica, e poi, infine, elenca 32 desideri carnali da superare prima che sia possibile la salvezza; proprio il superarli costituiva la salvezza.
In esso vengono esposte le complesse strutture e gerarchie dei cieli contenute negli insegnamenti gnostici. Il Pistis Sophia allude anche a riferimenti temporali copti e a nomi di demoni o divinità contenuti nei testi magici egiziani.

### Cosmogonia
La struttura cosmogonica ed il suo stile letterario fanno pensare che il manoscritto appartenga alla setta gnostica degli Ofiti.
Al vertice dell'universo si trova un Dio ineffabile, infinito, inaccessibile, dalla cui luce deriva ogni cosa. Questi è immerso in tre spazi, nei quali risiedono i più grandi misteri a cui l'uomo può accedere: 
- il I spazio o spazio dell'ineffabile;
- il II spazio o primo spazio del Primo Mistero;
- il III spazio o secondo spazio del Primo Mistero.

Tutte le emanazioni furono originate dal Primo Mistero. Esso, immagine perfetta del Dio ineffabile, governa l'universo. Fu per suo comando che iniziarono le vicissitudini di Sophia ed è lui che protegge l'umanità dal potere degli arconti e che diede i natali a Gesù. Esso, in quanto mistero che guarda dentro (verso l'assoluto), si contrappone a Gesù inteso come mistero che guarda fuori (verso il contingente). 
Sotto i tre spazi dell'ineffabile e del Primo Mistero si schiude il mondo della luce pura, suddiviso, a sua volta, in tre immense regioni:
- la regione del tesoro della luce, in cui si radunano le anime che hanno avuto accesso ai misteri; qui stazionano le emanazioni e gli ordini con i sette amen, le sette voci, i cinque alberi, i tre amen, il fanciullo del fanciullo, i dodici salvatori che presiedono i dodici ordini e i nove custodi delle tre porte del tesoro della luce;
- la regione di destra in cui si trovano i sei grandi principi, il cui compito è quello di estrarre dagli eoni e dal cosmo inferiore le particelle di luce e di riunirle al tesoro, e il grande messaggero, Jeu, chiamato anche primo uomo, vescovo della luce e provveditore del cosmo inferiore;
- la regione di mezzo in cui abitano sei grandi entità di grande spicco: 
  - Melchisedec il grande ricevitore della luce;
  - il Grande Sabaoth chiamato anche padre di Gesù poiché prese la sua anima e la inviò nel grembo di Maria;
  - il Grande Jao, al cui servizio sono i 12 diaconi dai quali Gesù estrasse le anime dei 12 apostoli;
  - il Piccolo Jao, a cui Gesù tolse una forza luminosa per inviarla nel grembo di Elisabetta e predisporre la nascita di Giovanni Battista, suo predecessore;
  - il Piccolo Sabaoth;
  - la vergine luce, preposta al giudizio delle anime e dispensatrice di felicità eterna o di tormenti; al suo servizio sono posti i ricevitori, sette vergini con quindici assistenti.

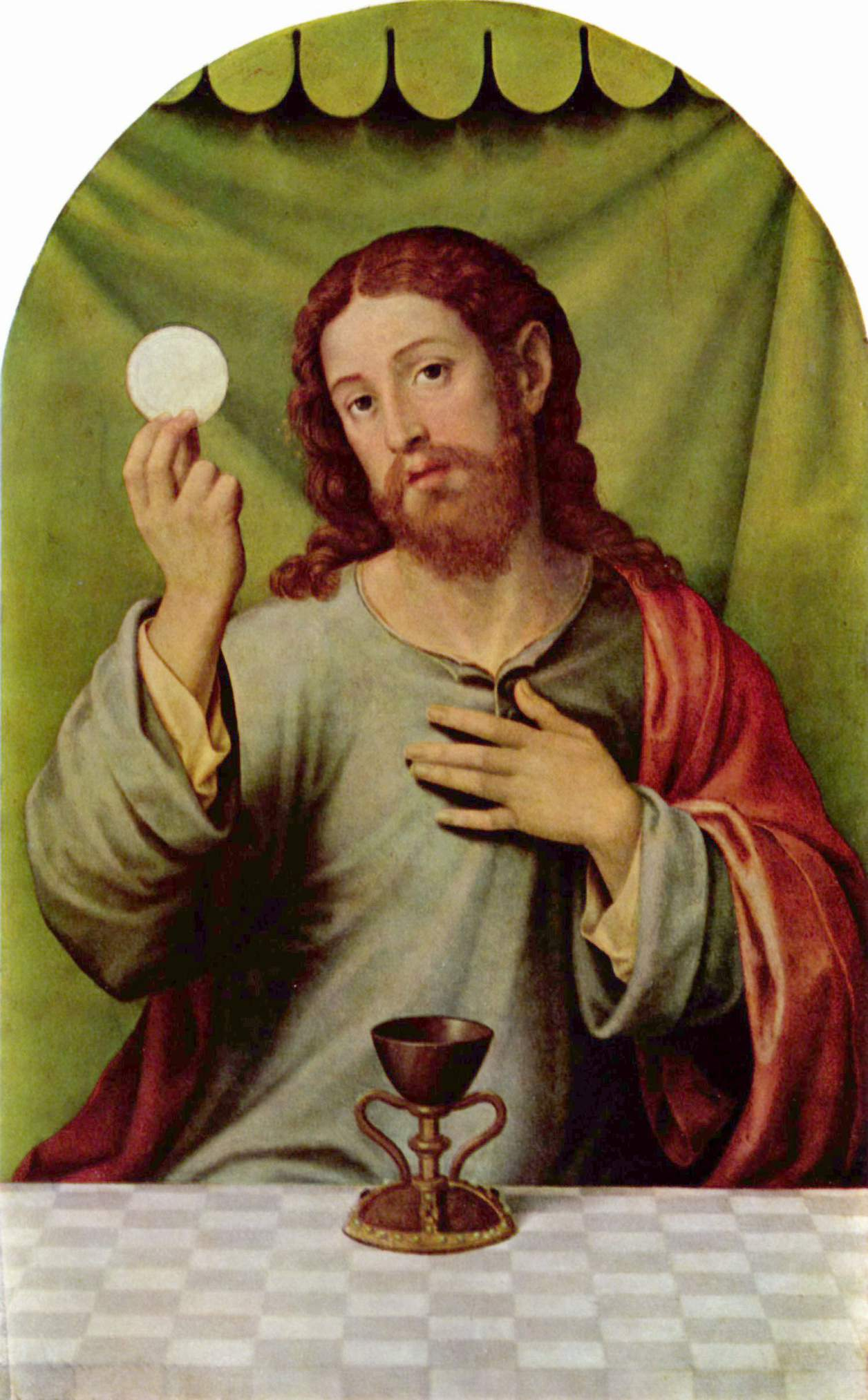
Gesù con l'ostia consacrata, dipinto di Juan de Joanes

Sotto il mondo della luce giace il mondo degli eoni. Caratteristica peculiare di questo livello è la commistione tra luce e materia, quale conseguenza della rottura dell'integrità originaria. È qui che viene svolta l'operazione attraverso la quale i due elementi vengono divisi e la luce inviata verso la sua origine (nel tesoro della luce), mentre la materia viene messa da parte in attesa della sua distruzione. Anche questo mondo è diviso in tre regioni:
- la regione di sinistra. In principio, all'epoca della integrità, era la regione di 12 eoni: sei di questi dipendevano da Sabaoth Adamas, e sei da suo fratello Jabraoth. I loro Arconti erano uniti in tre sizigie o coppie, ma i due fratelli, con l'intenzione di creare un regno composto da esseri inferiori alle loro dipendenze, furono presi dalla brama sessuale: in questo modo perturbarono l'integrità e fecero irrompere la materia nel mondo della luce. Il primo mistero, allora, ordino a Jeu di legarli per sempre alle loro sfere terrestri, ma Jabraoth si pentì insieme ai suoi Arconti e fu creato, per loro, un tredicesimo eone (che in altri scritti gnostici, è detto ogdoade) che sovrastava gli altri dodici. Gesù, in seguito, trasferì in questo eone Abramo, Isacco e Giacobbe. Nel tredicesimo eone si trovano anche il padre primordiale, i tre dotati di triplice forza, i tre ricevitori (o ricevitori vendicativi) preposti alla selezione delle anime giuste che non sono state messe a parte dei sacri misteri (uno di questi è l'Arrogante), i 24 invisibili, emanati dal padre primordiale, fratelli e compagni di Pistis Sophia;
- la regione degli uomini;
- la regione inferiore (inferi, caos, tenebre).

### La permanenza di Gesù
Secondo il Pistis Sophia, dopo la resurrezione, Gesù, allo scopo di istruire gli apostoli sui misteri, si trattenne sulla terra per undici anni. In questo lasso di tempo, indicato nel primo capitolo dell'opera, Gesù portò i suoi discepoli solo fino ad un certo livello di conoscenza, per poi portarli, in seguito, a gradi di conoscenza superiori. Il Pistis Sophia, infatti, fa capire che la trasmissione di una conoscenza (gnosi) superiore richiese a Gesù l'ascesa al cielo con la relativa trasfigurazione, così come viene descritta nei capitoli successivi.

### Il ruolo delle donne

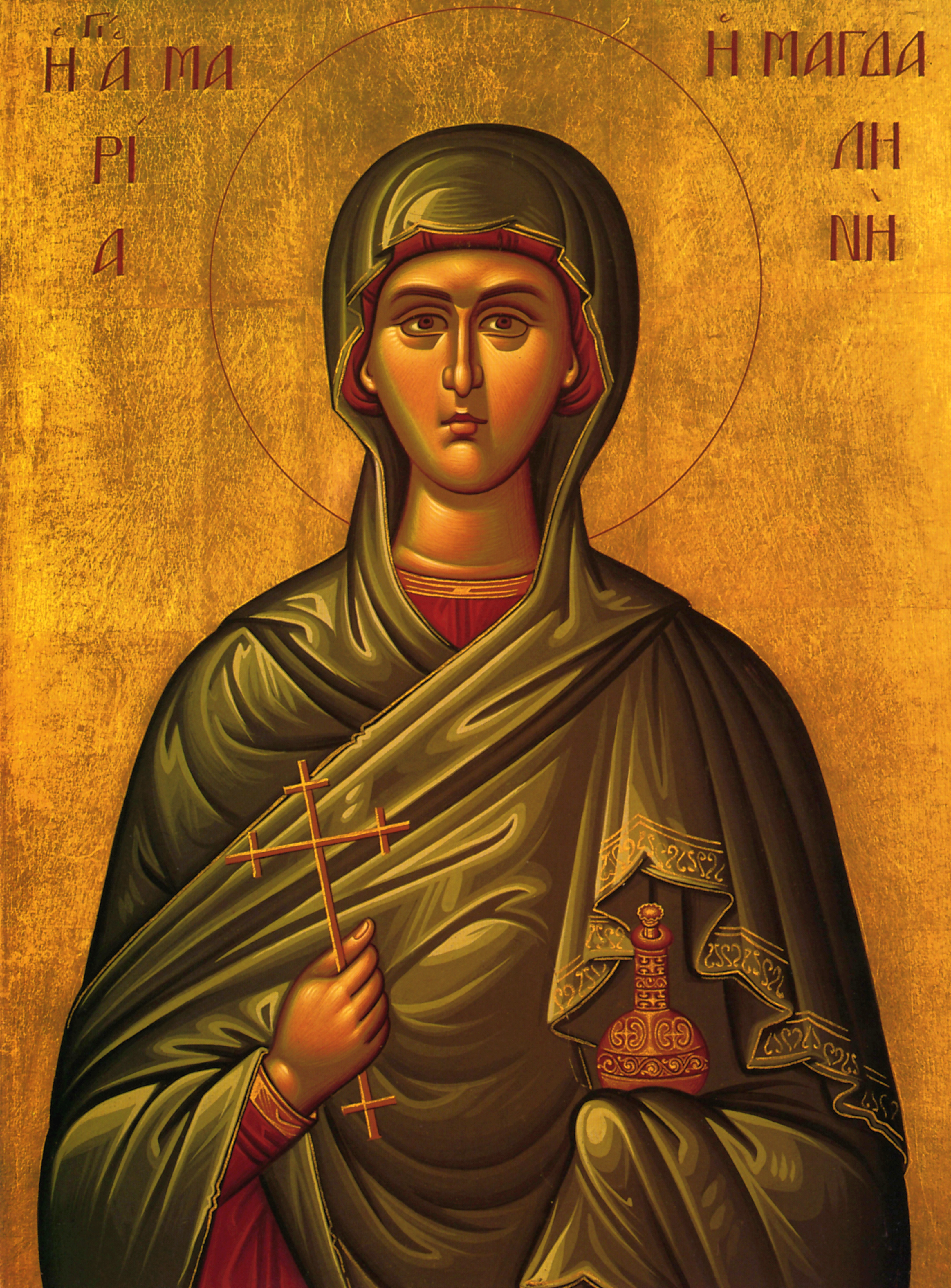
Ritratto bizantino di Maria Maddalena

«Detto questo ai suoi discepoli, soggiunse: - Chi ha orecchie da intendere, intenda! Udite queste parole del salvatore, Maria rimase un'ora (con gli occhi) fissi nell'aria; poi disse: - Signore, comandami di parlare apertamente. Gesù, misericordioso, rispose a Maria: - Tu beata, Maria. Ti renderò perfetta in tutti i misteri di quelli dell'alto. Parla apertamente tu il cui cuore è rivolto al regno dei cieli più di tutti i tuoi fratelli» (capitolo 17).
Questo passo del capitolo 17 mostra una donna che si erge a protagonista all'interno dell'opera. Nei capitoli precedenti si trovano solo due riferimenti, indiretti, a figure femminili: nel capitolo 7, quando viene citata Elisabetta, a cui venne deposto in grembo lo spirito di Elia per permettere la nascita di Giovanni Battista, e nel capitolo 8, quando Gesù racconta come, sotto le spoglie dell'Arcangelo Gabriele, infuse nel grembo di sua madre terrena la prima forza, cioè il Padre.
Da questo passo può iniziare un'analisi più approfondita del ruolo delle donne sia nell'economia del Pistis Sophia sia all'interno dello gnosticismo cristiano dell'epoca. L'autorità e la dignità qui riconosciute alla donna non si trovano in nessun altro scritto così antico. Per questo motivo, si può anche ipotizzare un'aperta contrapposizione dell'ambiente da cui proviene il Pistis Sophia alla Chiesa di Roma sul ruolo della donna all'interno della comunità e del culto cristiano che, all'epoca, erano retti dal monito di San Paolo: mulieres in ecclesia taceant (le donne tacciano durante l'assemblea).
All'interno dell'opera, in tutti e quattro i libri gli interlocutori di Gesù sono i suoi discepoli, accompagnati da quattro discepole: Maria, madre di Gesù, Salomè, Marta e Maria Maddalena. La Madre di Gesù interviene tre volte (capitoli 59, 61, 62), Salomè altre tre volte (capitoli 54, 58 e 145) e Marta quattro (capitoli 38, 57, 73 e 80). Tuttavia, Maria Maddalena interviene, in contesti sempre molto importanti, sessantasette volte. Gesù arriva a lodarla varie volte e lei arriva persino ad intercedere presso di lui quando i discepoli non capiscono qualche passaggio (capitolo 94).
All'interno del Pistis Sophia, Maria Maddalena è sposa e sacerdotessa di Gesù, e come tale simboleggia la conoscenza (gnosi).

### Pistis Sophia e l'Arrogante
Dal capitolo 29 in poi, la figura centrale dell'opera diventa Pistis Sophia. Ma cosa rappresenta?
A livello puramente intellettuale, questa figura rappresenta il devoto, l'iniziato, l'adepto, e quindi tutta la promanazione eonica della creazione, all'interno della quale l'anima umana, caduta dal tredicesimo eone al caos della materia, trova l'opportunità per risalire e tornare al Dio ineffabile.
Tutta la vicenda del Pistis Sophia altro non è che la rappresentazione della vicenda umana: dalla creazione alla salvezza, passando per la caduta. Gesù trova Pistis Sophia nel dodicesimo eone, dove è caduta, nel caos della materia, a causa dell'inganno dell'Arrogante, un arconte del tredicesimo eone, che le mostrò una luce dal volto di leone, inducendola a seguirla. Pistis Sophia seguì la luce perché la scambiò per una luce superiore, simbolo dell'anelito umano al raggiungimento di un essere superiore.
Tale rappresentazione ricorda la caduta di Pistis Sophia nel mito valentiniano, che cade negli abissi a causa del suo anelito egoistico di ricerca del Padre ineffabile e prende il nome di ‘'Prunico'’, la lasciva. 

### Pistis Sophia e i mosaici di Aquileia
Alcuni studi hanno individuato possibili legami tra la cosmogonia gnostica esposta nel Pistis Sophia e varie immagini raffigurate su alcuni mosaici della Basilica di Santa Maria Assunta (Aquileia). 